# Ивлев, Гаврил Михайлович
Гаврил Михайлович Ивлев (1908—1960) — младший сержант Рабоче-крестьянской Красной Армии, участник Великой Отечественной войны, Герой Советского Союза (1943).

## Биография
Гаврил Ивлев родился 8 (21) августа 1908 года в селе Красный Яр (ныне — Ордынский район Новосибирской области). Работал сначала в крестьянском хозяйстве, позднее на лесозаводе грузчиком, опалубщиком. В июле 1941 года Ивлев был призван на службу в Рабоче-крестьянскую Красную Армию. С ноября того же года — на фронтах Великой Отечественной войны. Прошёл боевой путь от Москвы до Берлина. К октябрю 1943 года ефрейтор Гаврил Ивлев был сапёром 696-го отдельного сапёрного батальона 60-й стрелковой дивизии 65-й армии Центрального фронта. Отличился во время битвы за Днепр.
В ночь с 16 на 17 октября 1943 года Ивлев переправился через Днепр в районе деревни Бывальки Лоевского района Гомельской области Белорусской ССР и помог переправиться артиллерийским частям. Под массированным немецким огнём Ивлев во главе группы сапёров в течение нескольких дней беспрерывно переправлял на плацдарм советские части.
Указом Президиума Верховного Совета СССР от 30 октября 1943 года за «образцовое выполнение боевых заданий командования на фронте борьбы с немецкими захватчиками и проявленные при этом мужество и героизм» ефрейтор Гаврил Ивлев был удостоен высокого звания Героя Советского Союза с вручением ордена Ленина и медали «Золотая Звезда» за номером 1617.
После окончания войны Ивлев был демобилизован. Вернулся в Красный Яр, работал начальником пожарной охраны местного санатория. Позднее по приглашению своего однополчанина Героя Советского Союза Бердышева он переехал в Новосибирск и устроился на работу бригадиром опалубщиком на строительстве Новосибирской ГЭС. Умер 25 июня 1960 года. Первоначально был похоронен в посёлке Огурцово (Советский район г. Новосибирска), но в 1985 году перезахоронен на Старом Чемском кладбище Новосибирска.
Был награждён орденом Отечественной войны 2-й степени и рядом медалей.

## Память
В честь Ивлева названа улица в Новосибирске.